# Al-Rayyan SC
Al-Rayyan SC (arabisk: الريان), tidligere Al-Rayyan SC er en qatariansk sportsklub, bedst kendt for sit fodboldhold, som spiller i Qatar Stars League. Klubben er baseret i byen Al Rayyan og spiller sine hjemmekampe på Ahmad bin Ali Stadium i Umm Al Afaei.